# Kamenice (Březová)
Kamenice (németül: Steinbach) Březová településrésze Csehországban a Karlovy Vary-i kerület Sokolovi járásában. Központi községétől 2 km-re délre fekszik. A 2001-es népszámlálási adatok szerint 50 lakóháza és 43 lakosa van.